# フランソワ・クチュリエ
フランソワ・クチュリエ（François Couturier、1950年2月5日 - ）は、フランスのジャズ・ピアニストで作曲家。ソ連出身の映画監督アンドレイ・タルコフスキーのファンであり、彼に捧げたアルバムを2作発表している。

## ディスコグラフィ

### リーダー・アルバム
- Celea-Couturier (1980年、Label Bleu) ※with ジャン・ポール・セレア
- The Game (1983年、JMS) ※with ジャン・ポール・セレア
- Black moon (1986年、Blue Silver) ※with ジャン・ポール・セレア
- Pianisphères (1992年、Charlotte Records) ※with ジャン＝ピエール・シャレー
- Passaggio (1996年、Label Bleu) ※Passaggio名義
- L'Ibère (1997年、Label Bleu) ※Passaggio名義
- 『ポロス』 - Poros (1998年、ECM) ※with ドミニク・ピファレリ
- Correspondances (2000年、Charlotte Records) ※with Larry Schneider、François Méchali、François Laizeau
- Music for a while (2006年、Emouvance) ※with Jean-Louis Matinier、Jean-Marc Larché
- Nostalghia - Song For Tarkovsky (2006年、ECM)
- Tryptic (2007年、Bee Jazz) ※with Jean-Paul Céléa、Daniel Humair
- Impromptu (2008年、Poros éditions) ※with Dominique Pifarély、Dominique Visse
- Un jour si blanc (2010年、ECM) ※ピアノ・ソロ
- Musica Callada (2010年、ZIG ZAG) ※with François Méchali、François Laizeau
- Tarkovsky Quartet (2011年、ECM) ※Tarkovsky Quartet名義
- Il Pergolèse (2013年、ECM)
- 『モデラート・カンタービレ』 - Moderato Cantabile (2014年、ECM) ※with アニャ・レヒナー
- Nuit blanche (2017年、ECM) ※Tarkovsky Quartet名義
- 『ロンターノ』 - Lontano (2019年、ECM) ※with アニャ・レヒナー

### 参加アルバム
ジョン・マクラフリン
- 『ベロリゾンティ：美しき水平線』 - Belo Horizonte (1982年、Wea)
- 『ミュージック・スポークン・ヒア：吟遊詩人』 - Music spoken here (1984年、Wea)

ドミニク・ピファレリ
- Insula dulcamara (1988年、Nocturne)
- Oblique (1992年、Ida)

アヌアル・ブラヒム
- 『コムサ』 - Khomsa (1995年、ECM)
- 『黒猫の歩み』 - Le Pas du Chat Noir (2002年、ECM)
- 『サハールの旅』 - Le Voyage de Sahar (2006年、ECM)
- Souvenance (2014年、ECM)